# Hugues Cuénod
Hugues Cuénod (Corseaux, 26 de junho de 1902 - Vevey, 6 de dezembro de 2010) foi um tenor suíço.